# Qubadli (ville)
Qubadli (en azéri : Qubadlı), appelée également Goubadly, est une ville d'Azerbaïdjan, chef-lieu du raion de Qubadli. 

## Géographie
Qubadli est située à l'extrémité sud-ouest du pays, à environ 30 km au sud de Latchine, près de la frontière avec l'Arménie. Elle est arrosée par le Bazarçay.

## Histoire
Sous l'Empire russe, Qubadli fait partie de l'ouïezd du Zanguezour, dans le gouvernement d'Elisavetpol. Selon le recensement de 1886, la localité comprend 70 foyers et 326 habitants azerbaïdjanais, appelés « Tatars », musulmans chiites. En 1912, il abrite 672 habitants azerbaïdjanais, appelés « Tatars ».
Pendant la période soviétique, Qubadli obtient le statut de commune urbaine en 1962, puis de ville le 24 juillet 1990.
La ville abrite alors trois écoles, trois bibliothèques publiques, un centre culturel, un cinéma et un hôpital. L'activité économique est principalement représentée par une carrière de pierres, un élevage de volailles ainsi qu'une centrale d'enrobage.
Au cours de la guerre du Haut-Karabakh, la ville est prise par les troupes arméniennes le 31 août 1993, forçant la population azerbaïdjanaise à fuir. Elle est intégrée au sein de la république auto-proclamée du Haut-Karabakh, dans la province de Kashatagh et rebaptisée Kashunik (Քաշունիք), mais est aussi appelée Sanasar (Սանասար) ou Vorotan (Որոտան).
Le 25 octobre 2020, la ville est reprise par l'Azerbaïdjan lors de la seconde guerre du Haut-Karabakh.